# Scotopteryx appropinquaria
Scotopteryx appropinquaria är en fjärilsart som beskrevs av Otto Staudinger 1892. Scotopteryx appropinquaria ingår i släktet backmätare, och familjen mätare. Inga underarter finns listade.